# Sokol (Turnbewegung)

Logo des tschechischen Sokol

Der Sokol (tschechisch für „Falke“) ist eine 1862 in Prag ins Leben gerufene Turnbewegung. Die national und patriotisch geprägte tschechische Sokolbewegung verbreitete sich auch in anderen slawischen Ländern. Beim Sokol stand in der Vergangenheit neben der körperlichen Ertüchtigung auch das nationale Gemeinschaftserlebnis im Vordergrund. Die verschiedenen Sokolverbände der slawischen Nationen engagierten sich auch in der Pflege slawischer Folklore und die gemeinsamen Sportfeste waren nicht zuletzt Ausdruck des Panslawismus.
Sokolverbände gibt es auch heute noch in den meisten slawischen Ländern, wobei der politische nationale Gedanke aktuell nur mehr eine geringe Rolle spielt. Im Zentrum der Verbandstätigkeit steht der Breitensport.

## Geschichte

### Sokolbewegung der Tschechen

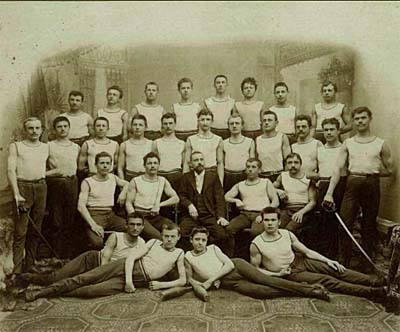
Prager Sokol-Einheit Slovan (1899)

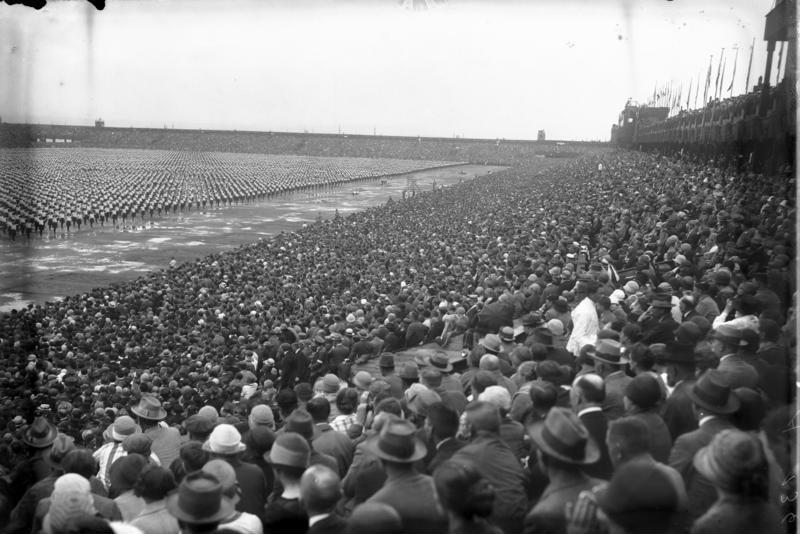
Sokol-Fest im Prager Strahov-Stadion (Juli 1932)

Der erste Turnerbund unter dem Namen Sokol entstand am 12. Februar 1862 in Prag. Die Gründung wurde von Miroslav Tyrš initiiert, wobei dieser sich die deutsche Turnbewegung zum Vorbild nahm. Bald wurde der Sokol zu einem tragenden Bestandteil der tschechischen Nationalbewegung. Schon 1865 führten tschechische Auswanderer die slawische Turnbewegung in den USA ein. 1882 wurde das erste Slet genannte Turnertreffen der Sokol-Bewegung organisiert. In den 1930er Jahren zählte der tschechoslowakische Sokol etwa 750.000 Mitglieder, 1938 trafen sich zum Slet im Prager Strahov-Stadion etwa 350.000 Menschen.
Der tschechische Sokol pflegte das Andenken von Jan Hus, den man als Vorbild im Kampf um die tschechische Unabhängigkeit ansah. Dieses Traditionsverständnis wurde nach dem Ersten Weltkrieg auch von der tschechoslowakischen Regierung unterstützt. Dagegen lehnte die katholische Kirche den Sokol wegen seiner liberalen und antiklerikalen Einstellungen ab. Man störte sich nicht nur an der Hus-Verehrung, sondern auch am liberalen Frauenbild der tschechischen Turnbewegung. Dies führte zur Gründung des Sportbundes Orel, der für die katholisch geprägten Tschechen attraktiv war. Der polnische Sokol, der nie die politische Bedeutung seines tschechischen Brüder-Verbandes erreichen konnte, hatte dagegen kaum Konflikte mit der Kirche. Auch die patriotische Ausprägung des Sokol führte zu Kritik. Sozialdemokraten gründeten als Alternative den Sportbund Dělnická Tělovýchovná Jednota.
Nach der sogenannten Zerschlagung der Rest-Tschechei und der Besetzung des Landes durch Nazideutschland wurde der tschechoslowakische Sokol 1939 in den Sudetengebieten verboten. Im Reichsprotektorat Böhmen und Mähren blieben die einzelnen Einheiten zunächst weiter bestehen. Am 12. April 1941 wurde dem Sokol auch im Protektorat jegliche Aktivität verboten. Seine Mitglieder wurden verfolgt und fast die gesamte Führung ermordet. An einige der ermordeten Mitglieder erinnern Stolpersteine, so zum Beispiel in Brünn an František Skorkovský und Jan Jebavý. Nach 1945 konnte der Turnerbund wieder aktiv werden, allerdings wurde er nach der kommunistischen Machtübernahme 1948 aufgelöst und bis 1989 nicht mehr zugelassen.

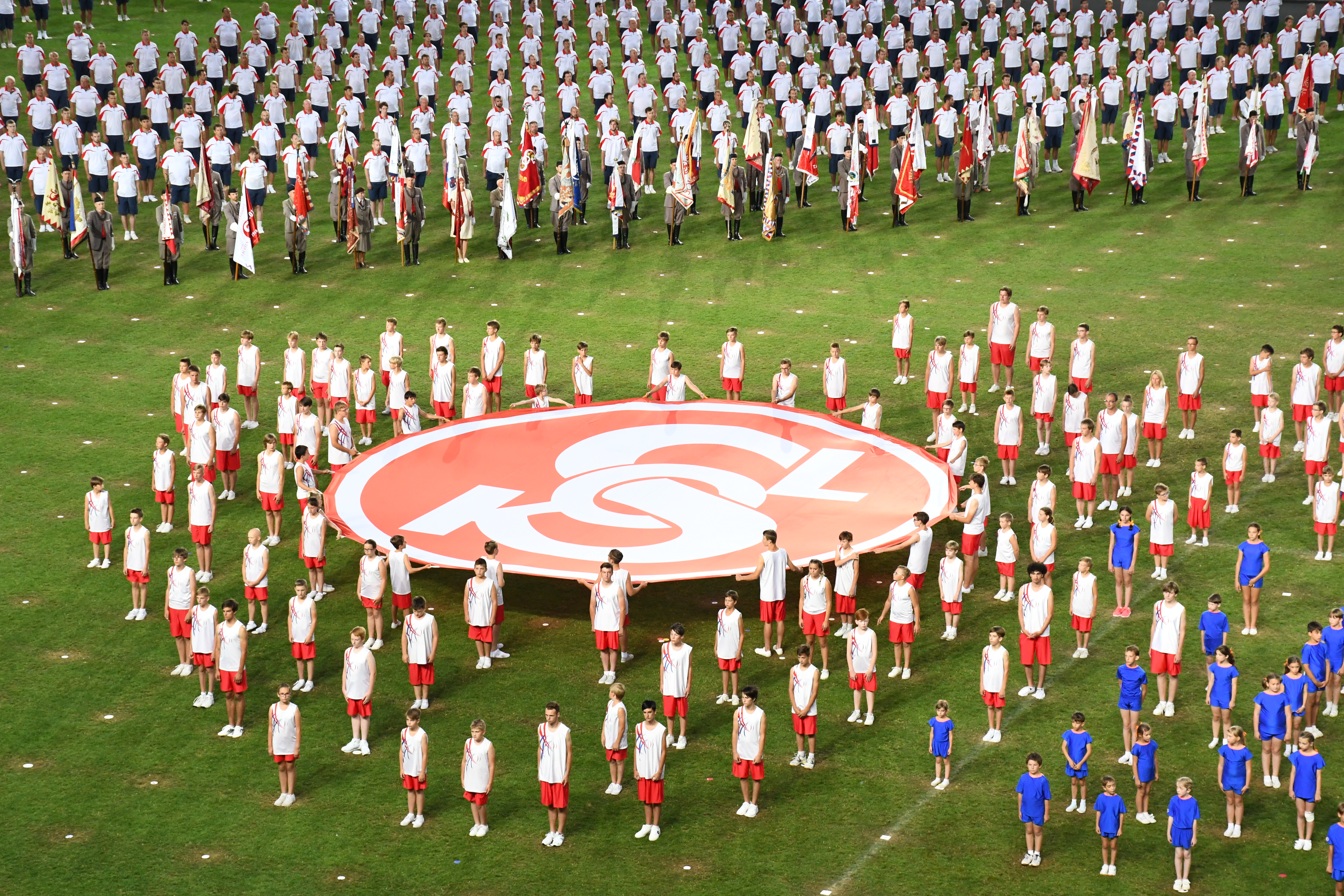
Sokol-Kongress in Prag 2018

Heute steht der Breitensport im Zentrum der Verbandstätigkeit des tschechischen Sokol, der rund 190.000 Mitglieder zählt.

### Bekannte Initiatoren der tschechischen Sokolbewegung
- Jakub Deml
- Jindřich Fügner
- Josef Mánes
- Jan Neruda
- Jan Otto
- Jan Evangelista Purkyně
- Karolina Světlá
- Miroslav Tyrš

### Andere Sokolverbände

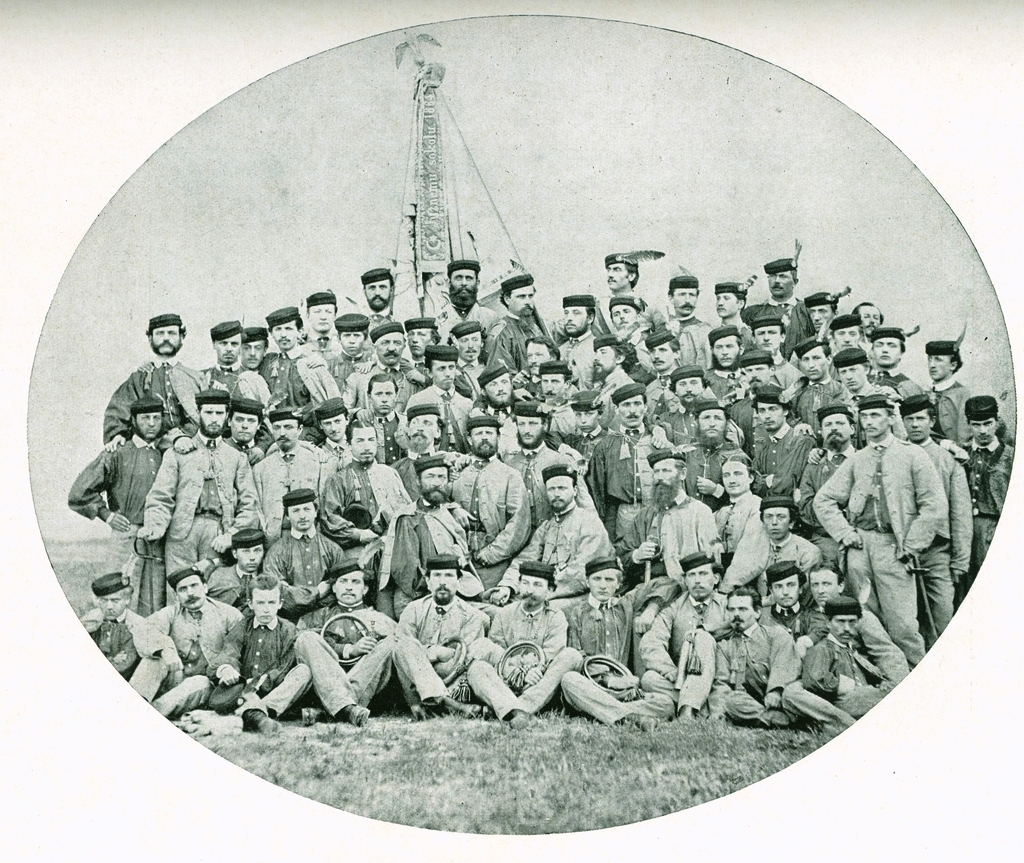
Der slowenische Južni Sokol, der erste außerhalb von Böhmen und Mähren gegründete Sokol-Verband im Gründungsjahr 1863

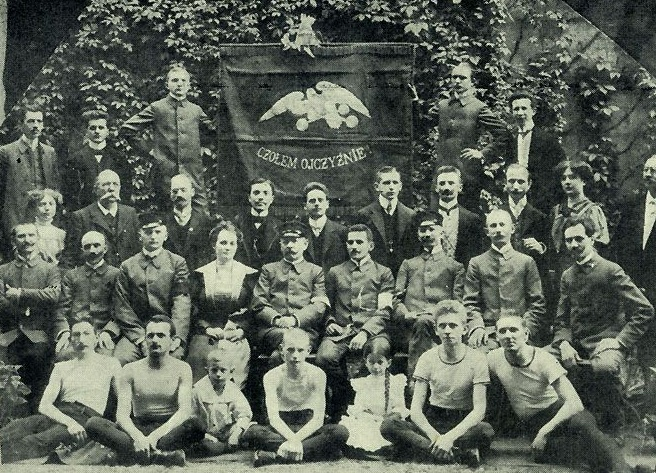
Mitglieder des polnischen Sokół in Breslau 1910

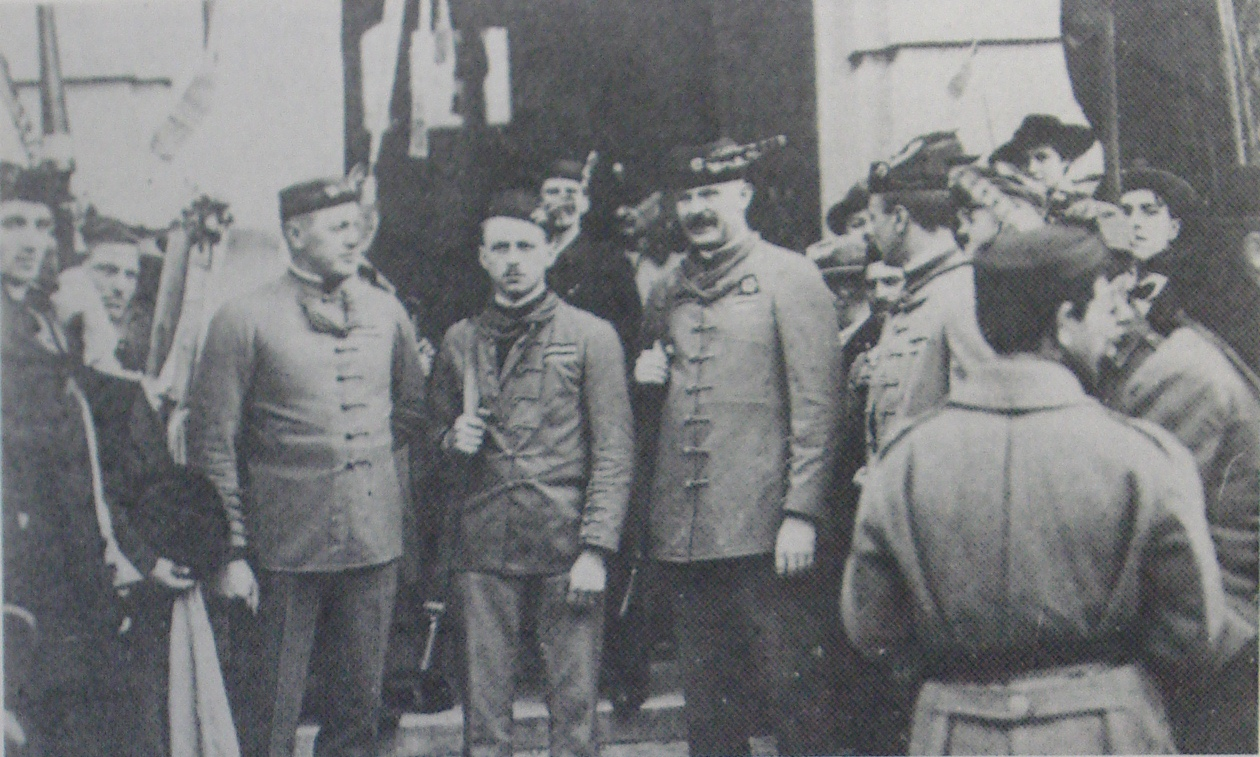
Mitglieder des kroatischen Sokol vor dem Parlamentsgebäude in Zagreb, um 1918.

Sokolverbände gab oder gibt es bei den meisten slawischen Völkern, so bei den
- Slowenen den Južni Sokol, gegründet 1863
- Polen den Sokół, gegründet 1867 in Galizien und 1885 im preußischen Teilungsgebiet
- Kroaten den Hrvatski Sokol, gegründet 1874
- Bulgaren den Sokol, gegründet 1879
- Serben, den Soko, gegründet 1891
- Slowaken, den Slovenský Sokol, gegründet 1892 in den Vereinigten Staaten und 1918 in der Slowakei
- Ukrainern, den Sokil, gegründet 1894
- Sorben den Serbski Sokoł, gegründet 1920.

Auch in anderen Ländern gründeten Angehörige der tschechischen Minderheit oder tschechische Emigranten Sokolvereine, etwa in
- Österreich den TJ Sokol Wien, gegründet 1887.

### Gesamtdarstellung
- Diethelm Blecking, Forschungsstelle Ostmitteleuropa (Hrsg.): Die Slawische Sokolbewegung: Beiträge zur Geschichte von Sport und Nationalismus in Osteuropa. Dortmund 1991, ISBN 978-3-923293-32-2.

### Tschechischer Sokol-Verband
- Claire E. Nolte: The Sokol in the Czech lands to 1914. Training for the nation. Palgrave Macmillan, Basingstoke u. a. 2002, ISBN 0-333-68298-X.
- Jan Boris Uhlíř, Marek Waic: Sokol proti totalitě. 1938–1952. Univerzita Karlova – Fakulta Tělesné Výchovy a Sportu, Prag 2001, ISBN 80-86317-11-0.
- Jan Novotný: Sokol v životě národa. In: Slovo k historii. Nr. 25. Melantrich, 1990, ZDB-ID 1048294-5.

### Polnischer Sokol-Verband
- Jan Snopko: Polskie Towarzystwo Gimnastyczne „Sokół“ w Galicji. 1867–1914. Wydawnictwo Uniwersytetu w Białymstoku, Białystok 1997, ISBN 83-8642369-2.
- Diethelm Blecking: Die Geschichte der nationalpolnischen Turnorganisation „Sokół“ im Deutschen Reich 1884–1939 (= Münsteraner Schriften zur Körperkultur. Band 4). Lit Verlag, Münster 1987, ISBN 3-88660-366-0 (zugleich Dissertation an der FU Berlin 1986).

### Kroatischer Sokol-Verband
- Adolf Paar: Hrvatski Sokol. Društvo za športsku rekreaciju "Šport za sve", Samobor 2011, ISBN 978-953-56641-0-9.